# Эксмурский пони
Эксмурский пони (англ. Exmoor pony) — порода лошадей, возникшая на Британских островах и обитающая (обычно в полудиком состоянии) на вересковых пустошах Эксмура в графствах Девон и Соммерсет на юго-западе Англии. Эксмурские пони считаются «угрожаемым» видом по данным организации Rare Breeds Survival Trust и имеет «критический» статус по данным Equus Survival Trust; в 2010-х годах сохранилось от 100 до 300 кобыл, способных к размножению. Эксмурский пони — одна из горно-болотных пород пони, их экстерьер приспособлен к холодной погоде и напоминает другие породы, живущие в похожих условиях.
Лошади жили в Британии с 700 000 годов до н. э, старейшие останки лошадей в Эксмуре датируются 50 000 годами до н. э. Эксмурские животноводы иногда утверждают, что эксмурская порода не скрещивалась с другими с ледникового периода, однако современные исследования ДНК отвергают эту гипотезу; тем не менее, эксмурские пони морфологически напоминают диких лошадей.
Согласно данным раскопок, на юго-западе Британии лошадей использовали для перевозки грузов уже в 400-х годах до н э., а на римских орнаментах имеются изображения пони, похожих на эксмурских. Книга Судного дня упоминает эксмурских пони в 1086 году. Несколько местных пони были отобраны для создания чистокровной породы в 1818 году, хотя ассоциация породы (англ. breed society) была создана лишь в 1921 году. Эксмурские пони чуть не вымерли после Второй мировой войны, когда солдаты отстреливали их для тренировки, а прочие употребляли их в пищу. На 2010 год в мире жило 800 эксмурских пони.

## Характеристики

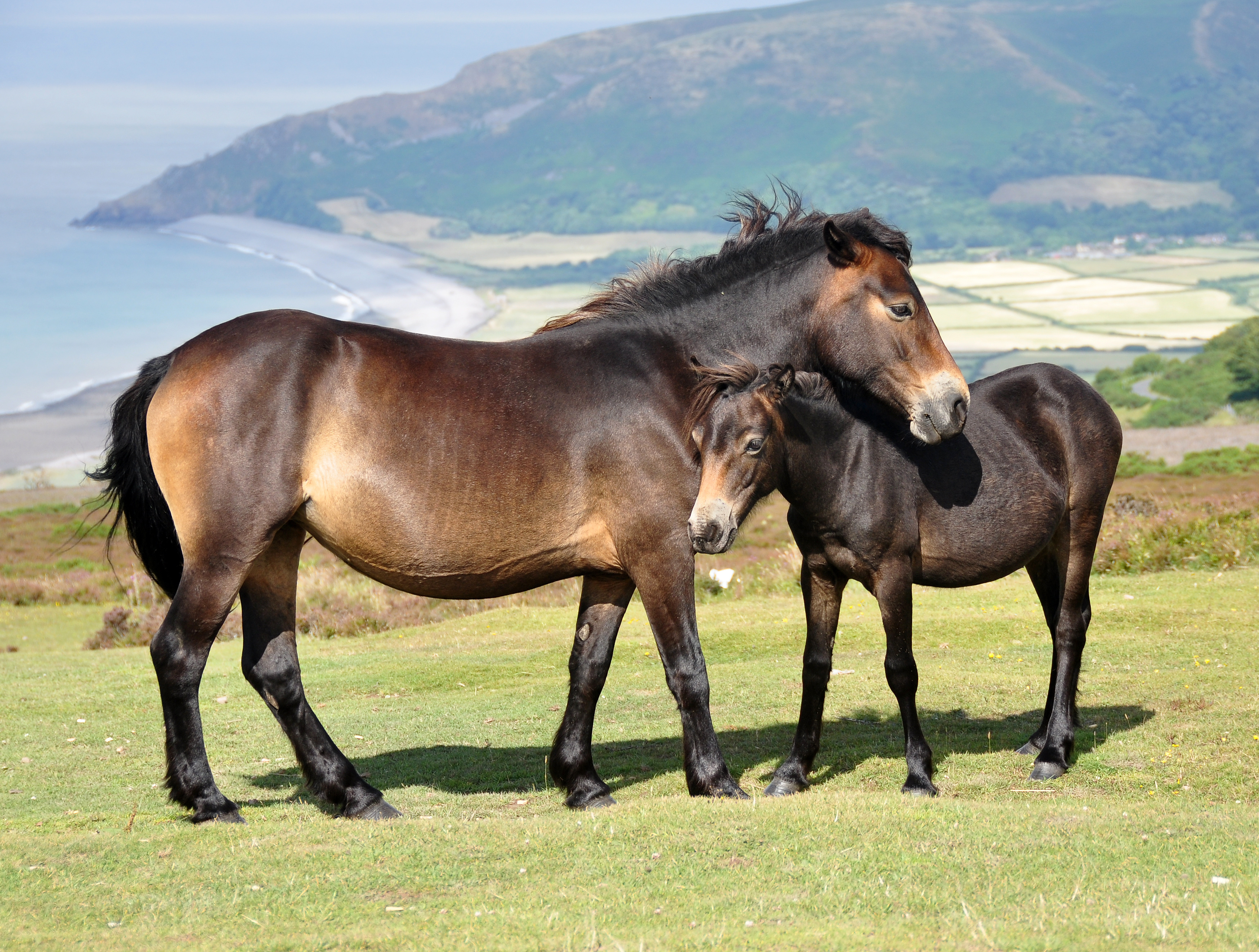
Кобыла и жеребёнок

Эксмурские пони высокого роста, у них тяжёлые и плотные кости, развитая мускулатура; эта порода известна выносливостью, крепким здоровьем и стойкостью. У этой породы пони уникальное строение челюсти, в частности, у них начинает развиваться седьмой моляр.
Голова довольно большая по отношению к телу, с маленькими ушами и характерными «жабьими» глазами (так их называют за припухшие веки). Как и большинство других холодоустойчивых пони, эксмурская порода на зиму отращивает более тёплую шерсть с ворсистым подшёрстком и жирными длинными волосками, предотвращающими намокание подшёрстка. Грива и хвост густые и длинные, а на твёрдой части хвоста волоски очень жёсткие (так называемый ice tail), благодаря чему дождевая вода не попадает на живот и в паховую область.
Окрас эксмурских пони обычно тёмной разновидности гнедой масти с «мучнистыми» отметинами вокруг глаз, на морде, боках и низе живота. Такие отметины считаются дикими. На чистопородном пони не должно быть белых пятен. Рост в холке в среднем от 114 до 130 см, у кобыл до 127 см, у жеребцов и меринов до 130.

## История

### Теории о доисторическом происхождении
- См. также: История лошадей в Британии[англ.]

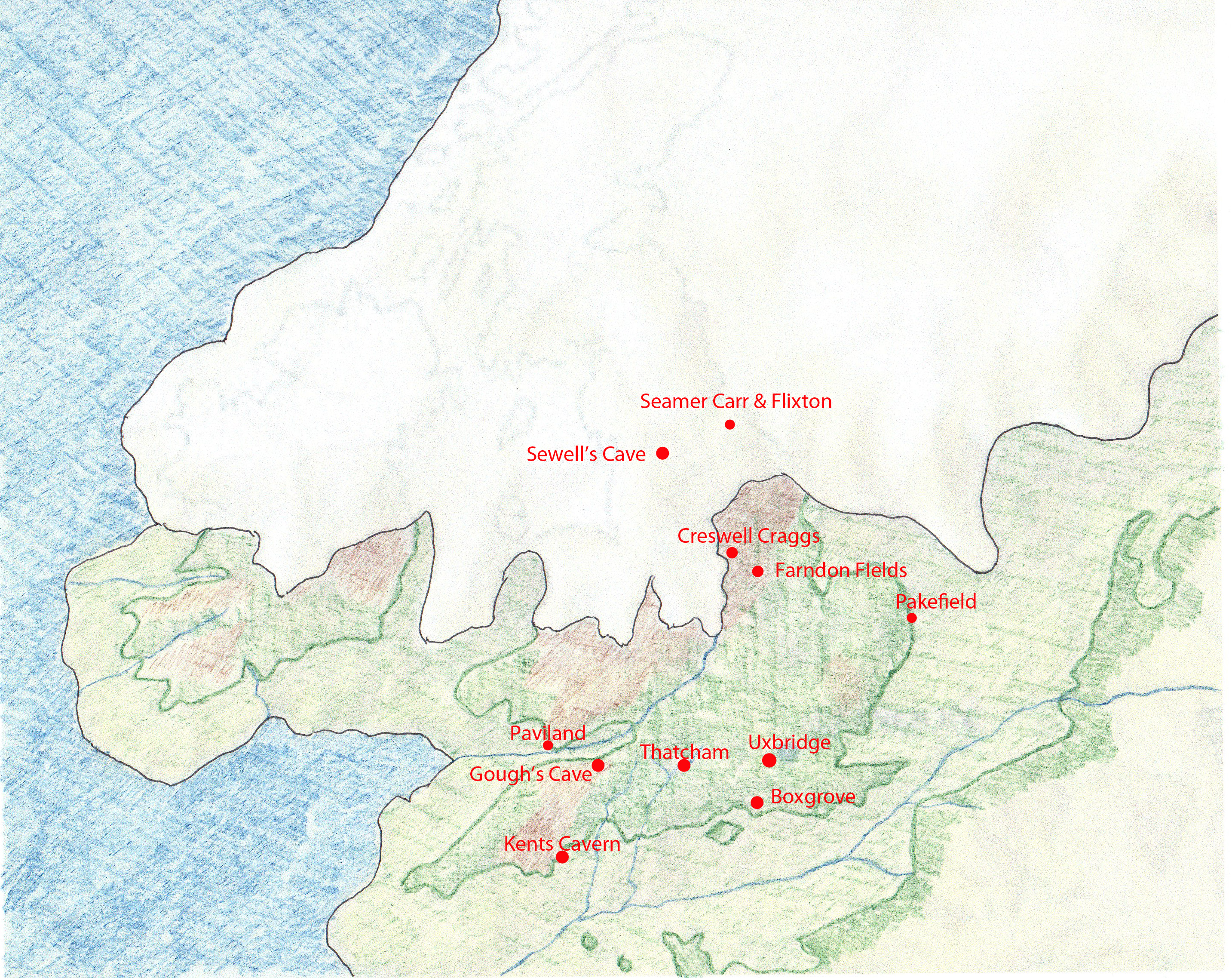
Карта полуострова, из которого сформировались Британские острова, с отмеченными находками останков лошадей

Имеются спекуляции о том, что эксмурские пони произошли от лошадей времён оледенения и с тех пор жили в изоляции, то есть, что им якобы более десяти тысяч лет. Современные исследования ДНК отвергают эту теорию, так как у эксмурских пони есть общая с другими породами лошадей митохондриальная ДНК, наследуемая по материнской линии, а Y-хромосома, наследуемая от отца, идентична Y-хромосоме большинства одомашненных лошадей.
Тем не менее, лошади живут на Британских островах сотни тысяч лет. Исследовав останки 700-го тысячелетия до н. э., найденные в Пейкфилде, учёные пришли к выводу о том, что они принадлежат двум разным видам дикой лошади; рана от копья на плечевой кости лошади из останков, найденных в Эртем-Пит и датируемых 500-м тысячелетием до н. э., свидетельствует о том, что в то время в Британии на лошадей охотились. В Кентской пещере были найдены останки лошадей, датируемые 50-м тысячелетием до н. э., останки, датируемые 7000 до н. э., были обнаружены в Гафской пещере (англ. Gough’s Cave), а от неё до Эксмура всего 50 миль. Лошадиные следы находили в районе Бристольского залива и эстуария Северна. Кости неодомашненной лошади обнаружились в Северн-Котсуолдских гробницах, 3500-х годов до н. э.

### Современные археологические и генетические находки
Ни одна из современных пород лошадей не существовала в доисторические времена, это доказывают генетические исследования. ДНК из Y-хромосом (Y-ДНК) и ДНК митхондрий (М-ДНК) эксмурских пони подверглись аналогичным исследованиям. Y-хромосома передаётся по мужской линии, и она общая у всех современных лошадей, кроме одной отличной гаплогруппы из Китая, что означает небольшое количество жеребцов в популяции, из которой позже произошла домашняя лошадь. У эксмурских пони Y-хромосома также аналогична общей массе.
Митохондриальная ДНК, напротив, передаётся по женской линии, и у лошадей в ней значительно больше вариативности, чем в Y-ДНК, что означает, что в «базовой» популяции было много разных диких кобыл из удалённых регионов. Некоторые гаплогруппы М-ДНК обнаруживаются только у диких доисторических лошадей, другие только у одомашненных, причём как у живущих ныне особей, так и у тех, чьи останки были найдены археологами. У эксмурских пони часто встречается М-ДНК неодомашненных лошадей, однако её можно найти у многих. На Британских островах найдено всего три образца ДНК, все они из Ирландии. Хотя поголовье диких лошадей сильно увеличилось после последнего ледникового периода, недостаток образцов ДНК неодомашненных лошадей не позволяют оценить вклад диких лошадей, живших на Британских островах, в существующие породы, включая эксмурских пони. Исследование морфологических характеристик 1995 года показало, что эксмурские пони, поттокский пони и тарпан очень похожи; три эти породы постоянно попадают в одну группу по результатам множества анализа. Эксмурский пони — ближайшая к тарпану порода среди всех исследованных, генетическая дистанция между ними 0,27; следующие ближайшие к тарпану лошади — поттокский пони и меренская лошадь, для них дистанция равна 0,47. Между эксмурским и поттокским пони дистанция 0,37; между эксмурским пони и меренской лошадью — 0,40, что намного больше, чем дистанция между эксмурским пони и тарпаном.
Первыми признаками появления в Англии домашней лошади являются множественные находки упряжных транспортных средств (колесниц) в Западной Англии; они датируются 400-ми годами до н. э. Недавние исследования показали, что римляне довольно сильно вмешивались в добычу металлов на территории Эксмура: железо, олово, медь и другие металлы переправляли в Дорсет для экспорта; в Соммерсете были найдены примеры римской резьбы, на которой в британские и римские колесницы были впряжены пони, фенотипически похожие на эксмурских пони.

### Дальнейшая история

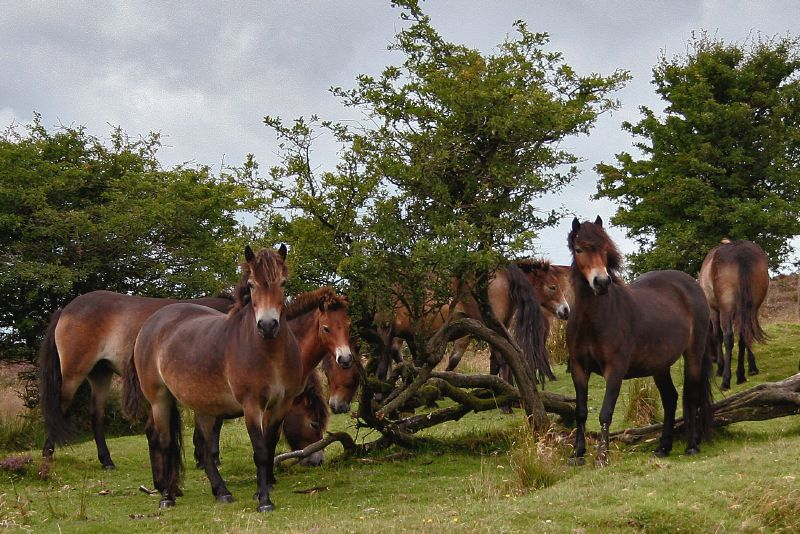
Стадо эксмурских пони

В Книге Страшного суда 1086 года упоминаются эксмурские пони. Следующее письменное упоминание относится к 1818 году, когда сэр Ричард Акленд, последний смотритель королевского леса в Эксмуре, перевёз 400 особей на свою землю в Уинсфорд. Это стадо стало известно как «якорное» (англ. the Anchor herd), небольшое число потомков пони из этого стада всё ещё живёт в Уинсфорде. Остальные пони были распроданы вместе с землёй, и некоторые остались жить в Эксмуре. С 1820-х по 1860-е годы проводили эксперименты по созданию гибридов с эксмурскими пони, однако они, несмотря на общую успешность попыток, были менее выносливы, чем чистопородные. В 1893 году эксмурских пони были описаны в книге Сидни Book of the Horse: «в высоту примерно 12 хэндов, обычно гнедого окраса», также приведены данные по экстерьеру, совпадающие с современными. В конце 1800-х, Национальное общество пони (англ. National Pony Society) начало регистрировать эксмурских пони и гибридов. В 1921 году было образовано Общество эксмурских пони (англ. Exmoor Pony Society), первый реестр породы издали в 1963 году.
За время Второй мировой войны количество пони резко сократилось, так как Эксмур стал тренировочной базой для военных. Породе едва удалось избежать вымирания: войну пережило всего 50 особей. Солдаты стреляли в пони, упражняясь в стрельбе; кроме того, местные жители убивали пони на мясо. После войны популяцию поддерживали энтузиасты, а с 1981 их возросшая публичная активность вызвала увеличение интереса к породе. Первые эксмурские пони, отправившиеся в Северную Америку, были импортированы в Канаду в 1950-х, там до сих пор находится несколько небольших стад. В 1990-х по всей Англии появились небольшие стада эксмурской породы, многими из них управляют организации типа Национального фонда, Natural England и The Wildlife Trusts.
Каждый чистокровный эксмурский пони, пройдя регистрацию, получает клеймо в виде четырёхконечной звезды на левое плечо, хотя клеймление подвергается критике. Помимо Британского общества эксмурских пони существует также Международная ассоциация эксмурских пони, основанная в США и проводящая регистрацию этой породы по всему миру. В 2000 году был основан траст, целью которого является сохранение породы; он носит название Moorland Mousie Trust. Из-за того, что рынок для жеребят мужского пола данной породы мал, организации привлекают финансовые средства для холощения и обучения эксмурских пони.

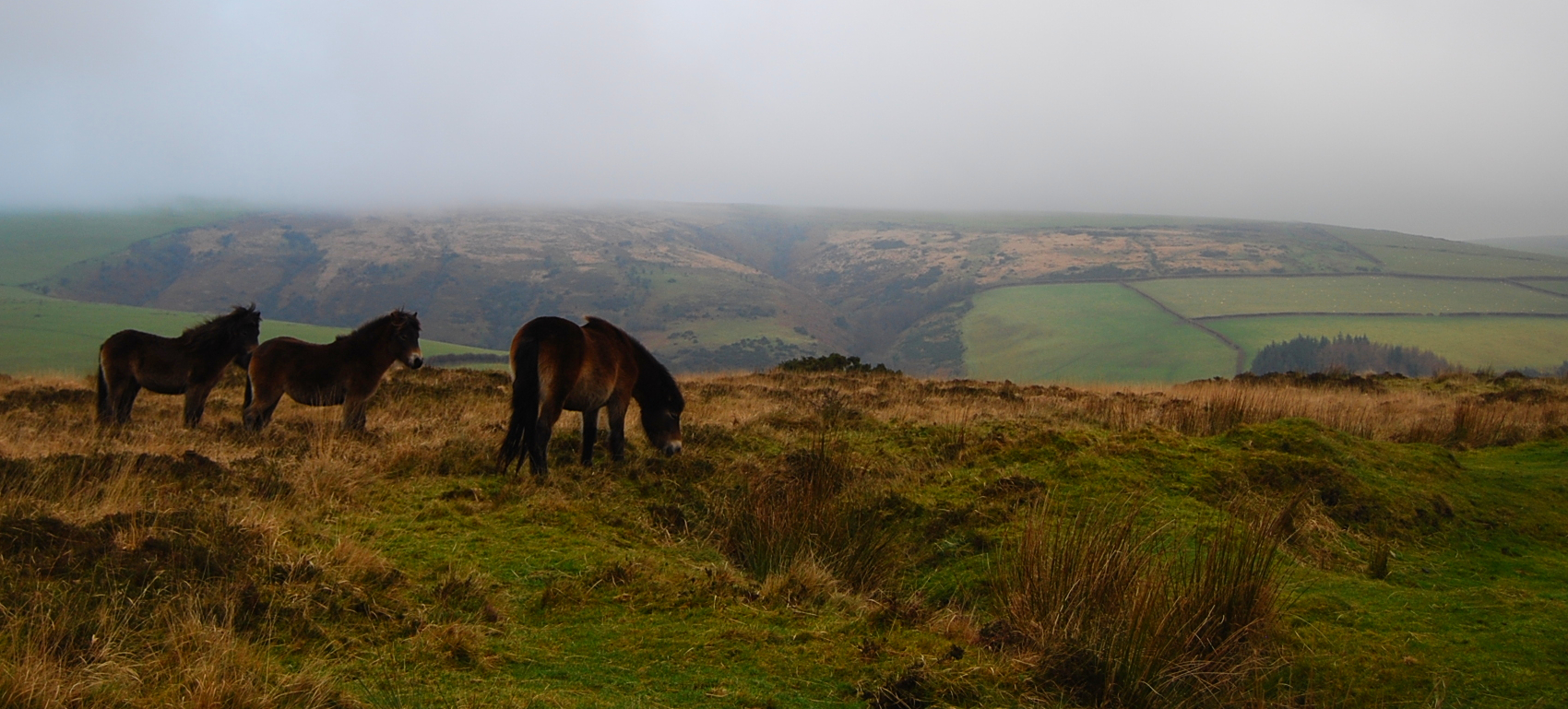
Эксмурские пони в естественной среде обитания

В 2010 году американская The Livestock Conservancy считала, что популяция эксмурских пони находится под угрозой исчезновения, так как по всему миру жило менее 5000 пони, а в США происходит менее 1000 регистраций представителей этой породы. Британский Rare Breeds Survival Trust считает породу «угрожаемой», так как в Великобритании живёт менее 500 экземпляров. Equus Survival Trust назначил породе «критический» статус, который присваивается, если количество способных к размножению кобыл больше 100, но меньше 300. На 2010 году в мире жило примерно 800 эксмурских пони.

## Хозяйственное использование
В прошлом эксмурские пони работали в шахтах. Те особи, кого не оставили жить в полудиком состоянии, используются в выступлениях, для верховой езды, их дрессируют. Пони этой породы выиграл Международный чемпионат по конному аджилити в 2012 году. Выносливость эксмурских пони позволяет использовать их на ограниченном выпасе, поэтому пони помогают сохранять баланс на пустошах и известковистых лугах, то есть, принимают участие в сохранении природы самого Эксмура.